# Nuuanu hanamurai
Nuuanu hanamurai is een vlokreeftensoort uit de familie van de Nuuanuidae. De wetenschappelijke naam van de soort is voor het eerst geldig gepubliceerd in 2007 door Tomikawa, Siow & Shunsuke.